# ماجراهای شرلوک هولمز (فیلم)
ماجراهای شرلوک هولمز (به انگلیسی: The Adventures of Sherlock Holmes) نام دومین فیلم از مجموعه فیلم‌های شرلوک هولمز با بازی نیگل بروس و بسیل راتبون است. این فیلم اقتباسی است از نمایشنامه شرلوک هولمز، نوشته ویلیام گیلت؛ با شخصیت‌هایی که سر آرتور کانن دویل آفریده‌است. این فیلم آخرین فیلم از این مجموعه فیلم بود که توسط فاکس قرن بیستم ساخته شد؛ و همین‌طور آخرین فیلمی بود که در زمان ملکه ویکتوریا به پخش رسید. این فیلم در سال ۱۹۳۹، و توسط آلفرد ال. ولکر در ژانر معمایی-جنایی ساخته شد.

## خلاصه داستان
کاراگاه خبره " شرلوک هلمز "، دشمن بزرگ خود جیمز موریارتی را که در حال برنامه‌ریزی بزرگ‌ترین جنایت قرن است مورد هدف قرار می‌دهد.